# Zygotritonia praecox
Zygotritonia praecox là một loài thực vật có hoa trong họ Diên vĩ. Loài này được Stapf miêu tả khoa học đầu tiên năm 1933.